# 被忽视和未被充分利用作物

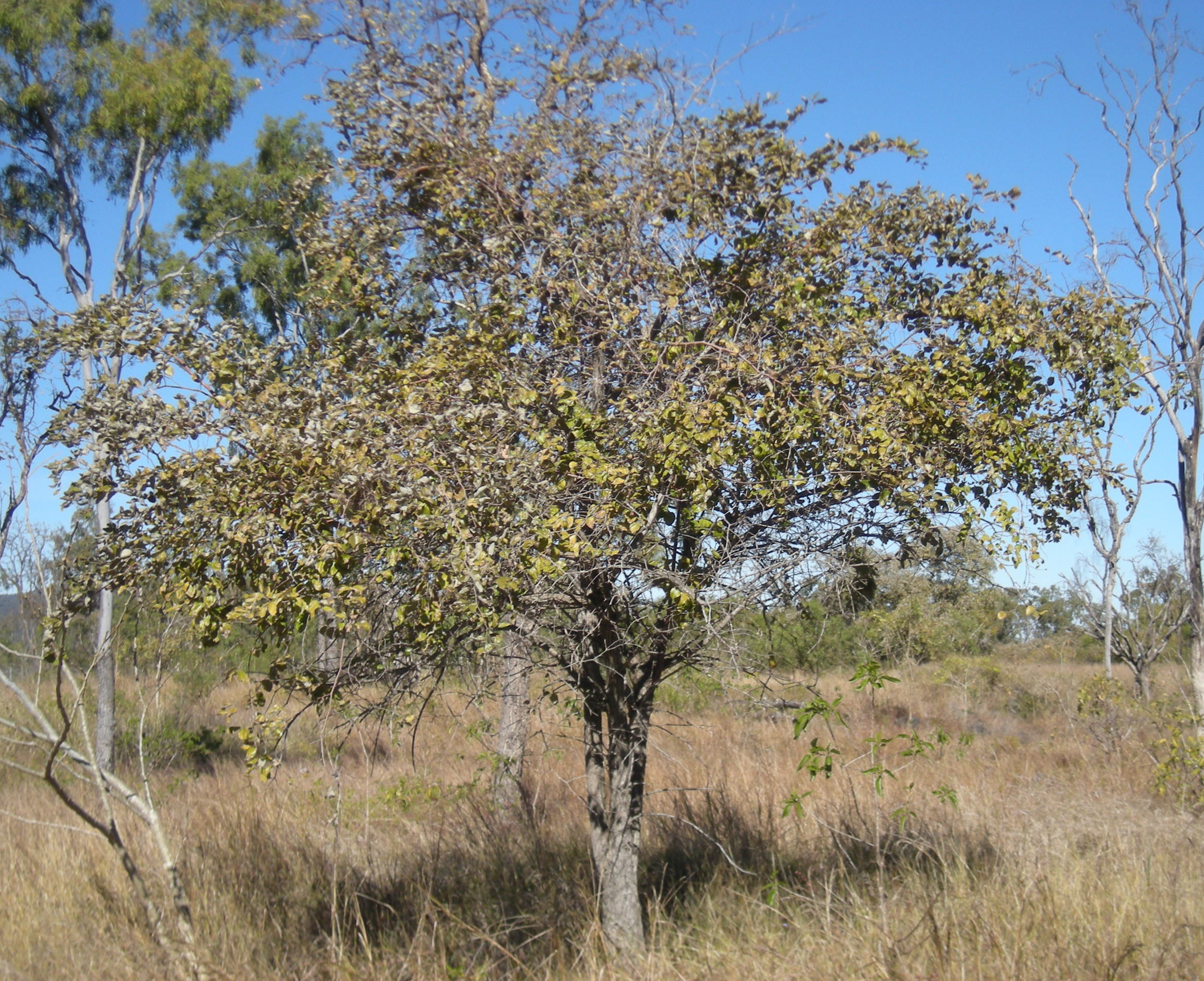
Z. mauritiana tree

被忽视和未充分利用作物（Neglected and Underutilized Crops）指的是传统上用于食品、纤维、饲料、油料或药材的植物。它们具备保证食品安全、营养、健康以及增收的潜能，并可能能够提供环境服务。但是它们却经常被科学研究和开发所忽视。

## 概述
被忽视和未被充分利用作物的栽培和经济利用程度显著地小于它们应当被利用的程度。目前，三种作物（玉米、小麦和 水稻）为人类提供了大约50%的蛋白和热量的需求。世界上95%的食品供应来自于30个植物物种。与之形成强烈对比的是，据估计当今世界上大约有7500种植物是可食的。被忽视和未被充分利用作物是那些可能被大规模用于食物的植物，并且在历史上它们已经被食用过。除了被忽视和未被充分利用作物的潜在商业用途外，由于能够适应边缘土壤和气候条件，许多这类物种还可以提供环境服务。

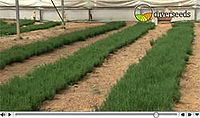
Salicornia是一种被忽视和未被充分利用的作物物种，用作蔬菜，是一种“重新被发现”的植物，现在生长在内盖夫（在巴勒斯坦南部）沙漠中。Salicornia和沙漠农业的DIVERSEEDS小电影（3分钟）

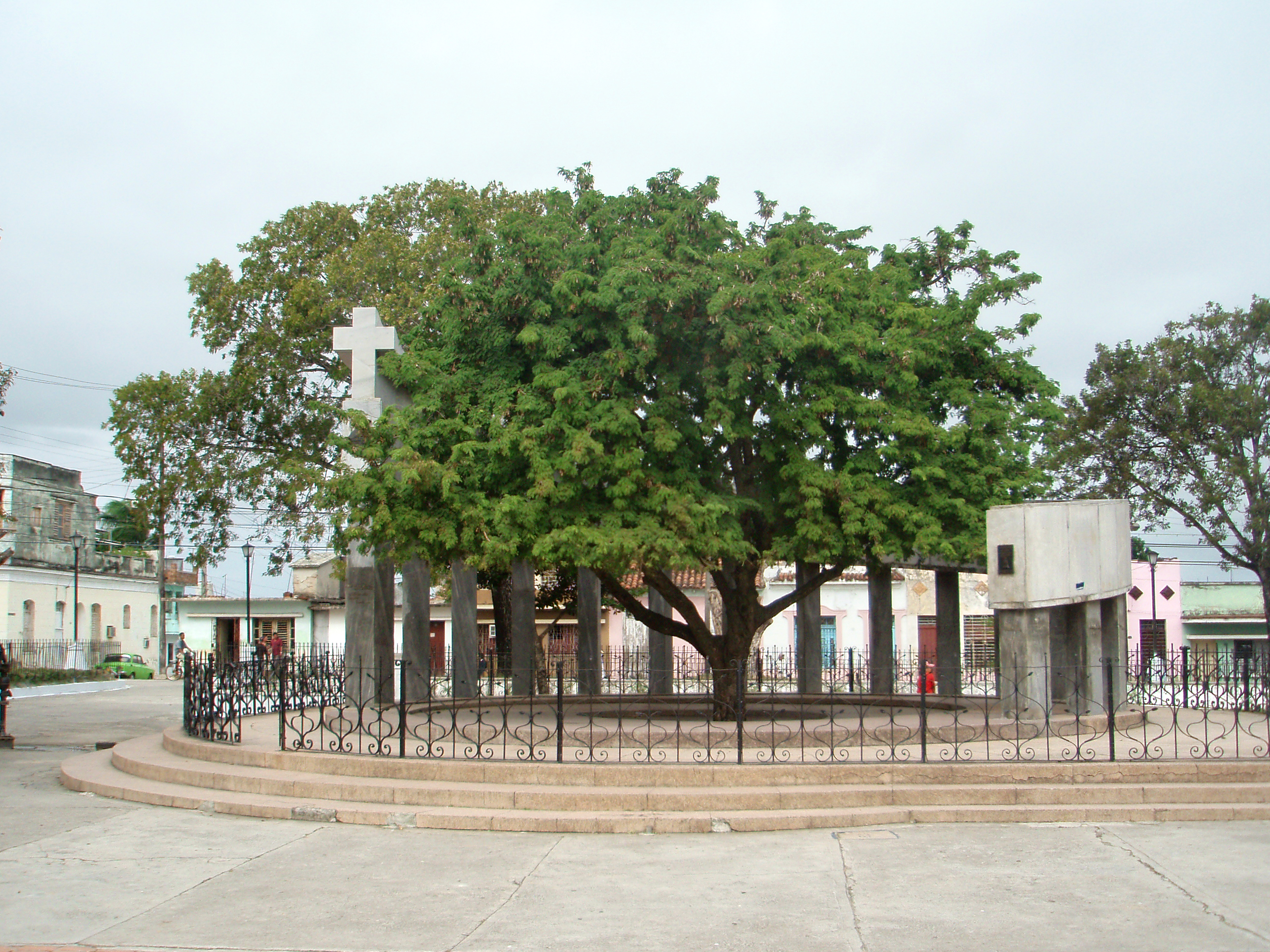
古巴圣克拉拉市（Santa Clara, Cuba）一座教堂前的罗望子树

要成为“未充分利用作物”，需要满足以下三个条件：
- 具有食品或能源价值
- 能够被栽培。或者满足以下任一条件：

- 这种植物过去曾被广泛栽培，或者
- 这种植物的栽培地理区域比较局限

- 目前的栽培面积小于其他类似植物

被忽视和未被充分利用作物具有以下共同特点：
- 代表着大量的农业生物多样性且在增收、保证食品安全和营养以及克服由微量营养元素缺乏所导致的“隐藏的饥饿”等方面具备巨大的潜在力量
- 与其起源地点的文化传统密切相关
- 主要是地方性的和传统的作物及其生态型和地方品种或者是野生物种，其分布、生物学、栽培和利用记载贫乏
- 倾向于适应特殊的农业生态小生境和边缘土地
- 种子供应体系比较薄弱或者是没有正式供应渠道
- 在局部地区具有传统用途
- 直接收集与野外，或者产生于传统的生产体系中，这种体系没有或只有很小的外部投入
- 很少受到研究、农户、政策制定者、技术提供者和消费者的关注
- 可能营养比较高并且/或者具有药用或其他多种用途。